# 中森明菜「ひとつめのサヨナラ」
中森明菜「ひとつめのサヨナラ」（なかもりあきな ひとつめのサヨナラ）は、1982年10月4日から1984年12月28日まで、文化放送の制作によりNRN系列各局で放送されていたラジオ番組である。

## 概要
本番組がスタートしたのと同じ1982年に本格的に芸能界デビューした中森明菜のパーソナリティによる番組。明星食品の一社提供。
主にフリートークとはがき紹介と音楽で構成されていた番組。本番組の台本は存在していたが、話す内容は明菜自身が決めていたとのこと。かける曲も明菜自ら選曲していたことが多かった。本番組がスタートしてからわずか3か月間で約4,000〜5,000通のはがきが集まっていたという。主なスタッフは、林宣昭チーフディレクター、当時同じ文化放送の番組『吉田照美のてるてるワイド』も担当していたハッピー鈴木ディレクター。
はがきは普通のお便りの他に、番組タイトルに因んで、リスナーの身の周りに起きた様々な「サヨナラ」体験（「ちょっとしたサヨナラ」「楽しいサヨナラ」から、「痛いサヨナラ」「ドジなサヨナラ」まで）を常時募集していた。1983年8月の時点では、毎週水曜日と木曜日ははがき紹介の日で、他の日は日替わりのテーマについてのことを話すフリートークの日。日替わりで話して欲しいテーマもリスナーから募集していた。はがき採用者には、番組特製トレーナー、または明菜のサイン入りの記念品が贈られていた。毎週金曜日の最後には、ギターの生演奏をバックに明菜が歌うコーナーがあった。
本番組のテーマ曲は、ボブ・ジェームスの曲『イッツ・オンリー・ミー』。
本番組終了から2年3か月後、『中森明菜の太田君がんばって!』で明菜は文化放送番組のレギュラーに復帰している。

## 放送されていた局
特記するもの以外は全て月曜日〜金曜日の放送。
- 文化放送 （制作局）：24:15 - 24:30
- 北海道放送：22:25 - 22:40
（1984年10月からの最後3か月間は、夜ワイド番組『夜はこれから』に内包）
- 青森放送：22:35 - 22:50
- 秋田放送：22:30 - 22:45 （1983年10月から）
- 山形放送：23:30 - 23:45 （1983年10月から）
- 東北放送：23:40 - 23:55
- 新潟放送：22:25 - 22:40
- 福井放送：22:30 - 22:45
- 信越放送：22:30 - 22:45
- 東海ラジオ：22:10 - 22:25
- 和歌山放送：22:25 - 22:40 （1983年10月まで）
- ラジオ大阪：22:45 - 23:00 （1983年10月から）
- 山陰放送：22:30 - 22:45 （1983年10月から）
- 中国放送：22:30 - 22:45
- 四国放送：22:30 - 22:45
- 西日本放送：22:30 - 22:45
- 九州朝日放送：1983年10月から夜ワイド番組『PAO〜N ぼくらラジオ異星人』）内で放送 → 水曜 20:30 - 21:00（1984年10月から、30分の再編集版を放送）
- 長崎放送：22:30 - 22:45
- 熊本放送：22:30 - 22:45
- 宮崎放送：22:30 - 22:45
- 南日本放送：22:30 - 22:45 （1983年10月から）
- ラジオ沖縄：22:30 - 22:45 （1983年10月から）